# Онкоурология

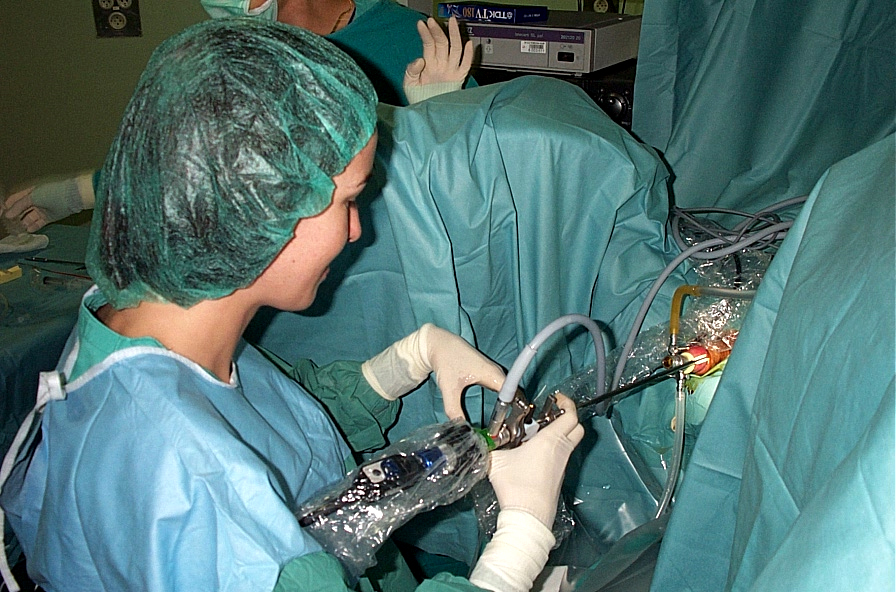
Уролог выполняющий трансуретральную резекцию

Онкоуроло́гия — раздел медицины, находящийся на стыке онкологии, урологии, андрологии и гинекологии и изучающий доброкачественные и злокачественные опухоли мочеполовой системы (почек, мочевого пузыря, предстательной железы, полового члена), их этиологию и патогенез, методы их профилактики, диагностики и лечения.

## Предмет изучения
Предметом онкоурологии являются новообразования, локализованные в почках, мочевыводящих путях и мужских половых органах, а также их метастазы. К наиболее частым нозологическим формам относят рак предстательной железы, рак паренхимы почки (почечноклеточный рак), переходноклеточный рак мочевого пузыря, почечной лоханки и мочеточника, а также герминогенные опухоли яичка. Менее распространённые онкоурологические заболевания — негерминогенные опухоли яичка и паратестикулярных тканей, опухоли семенных пузырьков, опухоли уретры и полового члена.

## Диагностика
В диагностике онкоурологических заболеваний применяют такие методы, как ультразвуковое исследование почек (УЗИ), рентгенографию, компьютерную томографию (КТ), магнитно-резонансную томографию (МРТ), радиоизотопную диагностику. Эти методы сочетаются с клиническим и биохимическим анализом крови, и клиническим анализом мочи. Окончательный диагноз онкоурологического заболевания ставится на основании гистологического исследования образца опухоли (биопсия) или опухоли целиком.
Распространение и внедрение в клиническую практику высокотехнологичных методов диагностики опухолей (ультрасонография, мультиспиральная компьютерная и магнитно-резонансная томография) привели к росту выявляемости инцидентальных опухолей — опухолей, не проявивших себя клинически и обнаруженных случайно в ходе диспансеризации или обследования по поводу других заболеваний). Так, в случае раке почки в 1970-е годы такие опухоли выявлялись менее чем в 10 % случаев, а на рубеже XX—XXI вв. они составляли уже почти 60 % от всех случаев выявления почечно-клеточного рака.

## Лечение
Ведущий метод лечения онкоурологических заболеваний — хирургический, но применяются также химиотерапия, лучевая терапия, гормональная терапия, иммунотерапия и таргетная терапия. Выбор метода лечения зависит от места локализации опухоли, её размеров, общего состояния больного и прочих факторов; так, при лечении костных метастазов почечноклеточного рака на первый план выходит системная противоопухолевая терапия, а хирургическим методам лечения обычно отводится паллиативная роль (что не исключает возможности радикальных операций при солитарных метастатических поражениях).
Применительно к раку почки основным методом его лечения при отсутствии метастазов является радикальная нефрэктомия (удаление почки). Если раком поражены обе почки или почка — единственная, выполняют резекцию почки. Показания к применению лекарственной терапии в настоящее время ограничиваются метастатическим раком почки или же первично неоперабельной опухолью; при этом к лучевой терапии и к химиотерапии рак почки почти нечувствителен, и современный стандарт терапевтического лечения рака почки основан на применении средств таргетной терапии, которые почти вытеснили препараты иммунотерапии.
При раке мочевого пузыря хирургическим методам (ТУР, цистэктомия или резекция мочевого пузыря) также отводится первое место. В терапии же, поскольку рак мочевого пузыря в целом относится к химиочувствительным опухолям, применяют разнообразные противоопухолевые химиотерапевтические препараты, а также иммунотерапию — введение вакцины БЦЖ. 
Современные тактики лечения рака предстательной железы включают оперативное вмешательство (обычно это — радикальная простэктомия, т. е. удаление простаты) и лучевую терапию, дополняемые гормональной терапией.

## Современное состояние онкоурологии
Успехи онкоурологии в начале XXI века в значительной мере основываются на достижениях фундаментальных исследований — изучении строения и функционирования рецепторного аппарата клетки, изучении механизмов сигнальной трансдукции и процессов ангиогенеза в опухолях, механизмов метастазирования и лекарственной устойчивости. Эти достижения позволили существенно улучшить диагностику, внедрить в практику высокотехнологичные методы хирургического и лучевого лечения, создать новые противоопухолевые препараты (в частности, средства таргетной терапии).

### Онкоурология в России
В России формирование онкоурологии как отдельной специальности относится к 80-м годам XX века, когда усилиями профессора Б. П. Матвеева на базе РОНЦ имени Н. Н. Блохина было создано первое в стране отделение онкоурологии, после чего подобные отделения были открыты практически во всех ведущих российских онкологических центрах. В 2005 г. был основан тематический научный журнал «Онкоурология» и создано Российское общество онкоурологов (РООУ) — общероссийская общественная организация, основной целью деятельности которой стало содействие объединению усилий онкологов, урологов, онкоурологов, химиотерапевтов, радиологов, патоморфологов и специалистов смежных отраслей в области диагностики, лечения и профилактики онкоурологических заболеваний, направленных на снижение заболевания и уменьшения смертности от злокачественных новообразований среди населения России.